# Зенички затвор
Зенички затвор, службено Казненопоправни завод затвореног типа Зеница (колоквијално само КП дом; познат и као Зеничка казнионица), затвор је у Зеници, једини само затвореног типа у Федерацији БиХ. Основан је 1886. године и био је највећи затвор у бившој Југославији и тренутно је највећи затвор у Босни и Херцеговини. Затвор је 2016. године имао 813 затвореника, а 2020. године 657 (156 мање).
Код главног улаза налази се каса („Економија”) на којој се могу купити јаја од кокоши о којима се брину затвореници; овдје се може купити и неко поврће (млади купус, парадајз, паприке, краставице, шпинат и сл.), а некада су у понуди били и шампињони и друге гљиве које су узгајали исто тако затвореници.
Нови затвореници су пре Другог светског рата прве месеце казне проводили у изолацији у ’Стакленој кући’.

## Затвореници

### Аустроугарска (1886—1918)
- Иво Андрић — добитник Нобелове награде за књижевност[4]
- Гаврило Принцип, Недељко Чабриновић, Мухамед Мехмедбашић и Васо Чубриловић — учесници у Сарајевском атентату
- Младен Стојановић и Сретен Стојановић — чланови Младе Босне

### Краљевина Југославија (1918—1941)
- Златко Шнајдер — један од седморице секретара СКОЈ-а
- Новица Радовић — један од вођа Божићне побуне

### СФРЈ (1945—1992)
- Петар Чула — католички бискуп[5]
- Варнава Настић — православни епископ и светац
- Војислав Шешељ — српски политичар[6]
- Алија Изетбеговић — бошњачки политичар[7]

## У популарној култури
- Помиње се у пјесми Zenica blues, групе Забрањено пушење.
- Помиње се у пјесми К.П. дом, групе Дубиоза колектив.
- Помиње се у пјесми Зеница, пјевача Ди-џеј Крмка.